# 356 Sports
356 Sports is een Brits automerk van kitcars. Het is opgericht in 2006 en heeft vier modellen. 356 Sports heeft alleen maar replica's

## Modellen
- De 356 Sport 130 Spyder is een replica van de Porsche 550. De 130 Spyder wordt gemaakt van een Skoda.
- De 356 Sports Sprint is een replica van de Austin Healey Frogeye Sprite. De Sprint wordt gemaakt van een Mini.
- De 356 Sports Speedster is een replica van de Porsche Speedster. De Speedster wordt gemaakt van een Rover Metro.
- De 356 Sports Peregrine is een replica van de Bentley 3 1/2 litre Vanden Plas. De Peregrine wordt gemaakt van een Londen Taxi.